# Jõgevamaa
Jõgevamaa (plným oficiálním názvem Jõgeva maakond) je jeden z patnácti estonských krajů.

## Základní údaje
Kraj se nachází ve středovýchodní části Estonska a sousedí s kraji Ida-Virumaa a Lääne-Virumaa na severu, Tartumaa na jihu a Järvamaa a Viljandimaa na západě. Východní hranici kraje tvoří Čudské jezero. Kraj má rozlohu 2545 km² a žije v něm téměř 28,5 tisíc obyvatel.

## Správní členění

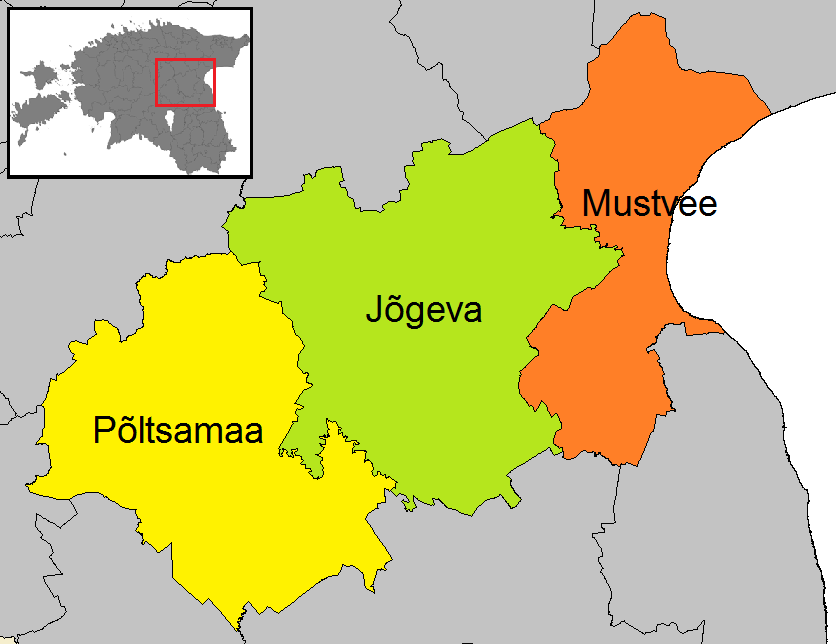
Mapa obcí tvořících kraj Jõgevamaa

Kraj sestává ze tří samosprávných obcí Jõgeva, Mustvee a Põltsamaa. Před reorganizací estonských obcí z roku 2017 byl kraj tvořen třemi statutárními městy (Jõgeva, Mustvee a Põltsamaa) a deseti obcemi (Jõgeva, Kasepää, Pajusi, Pala, Palamuse, Puurmani, Põltsamaa, Saare, Tabivere a Torma. Správním střediskem kraje je město Jõgeva.